# Piràmides de Güímar
Les piràmides de Güímar o Majanos de Chacona són sis construccions amb forma de piràmide esglaonada que hi ha a la costa oriental de l'illa de Tenerife, a les Canàries. Reben el nom del municipi on són, Güímar.

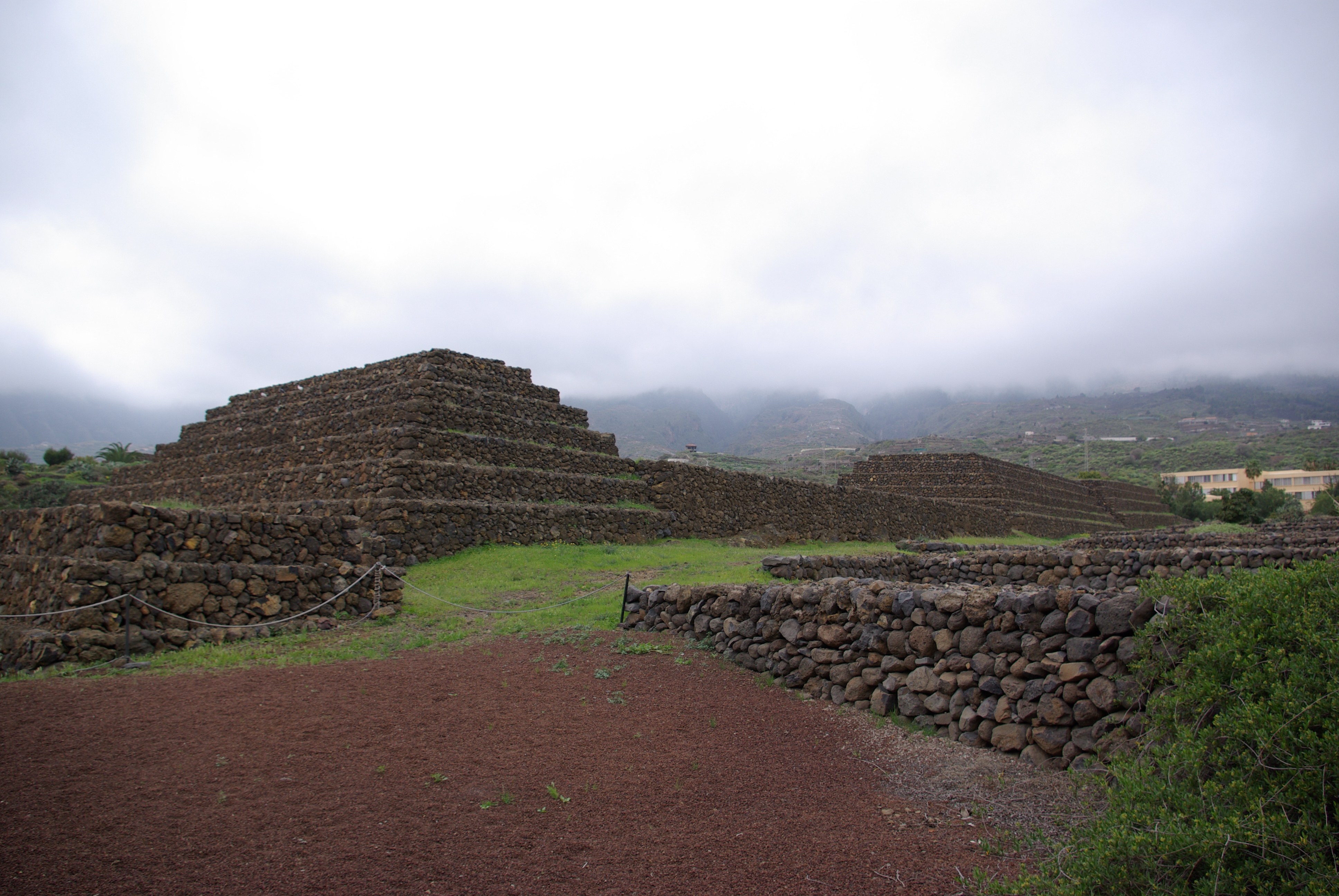
Vista general

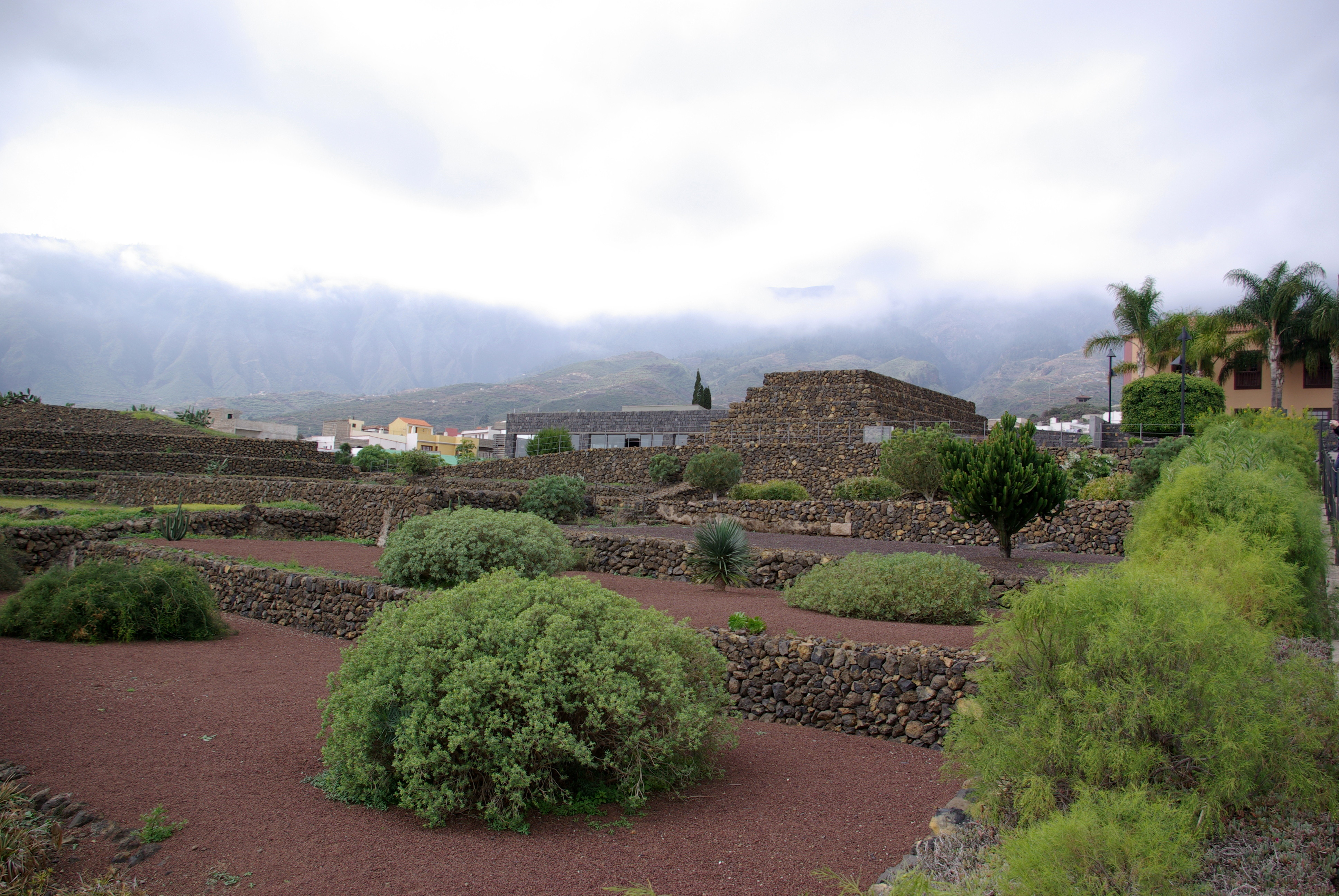
Vista del recinte

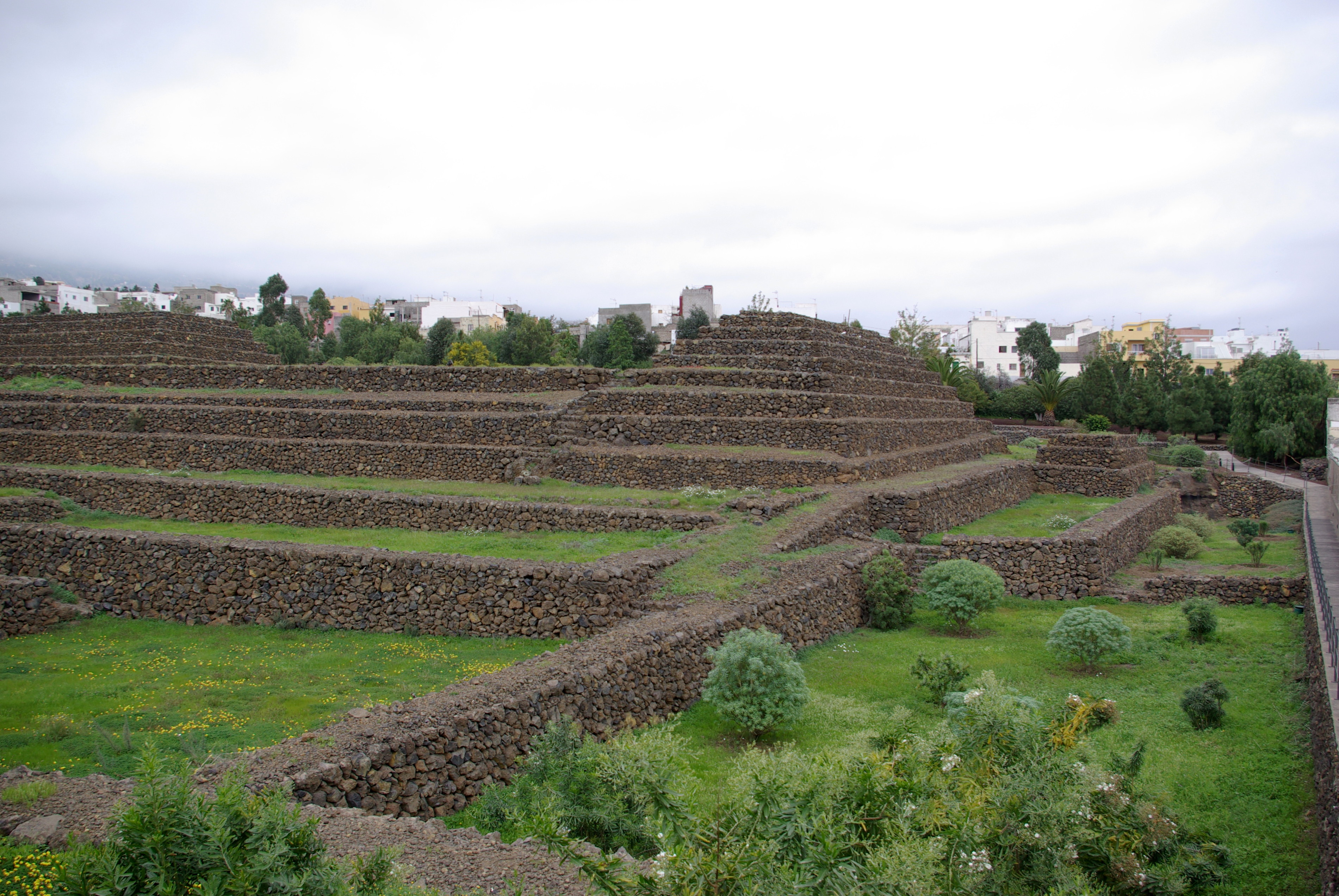
Panoràmica de les piràmides

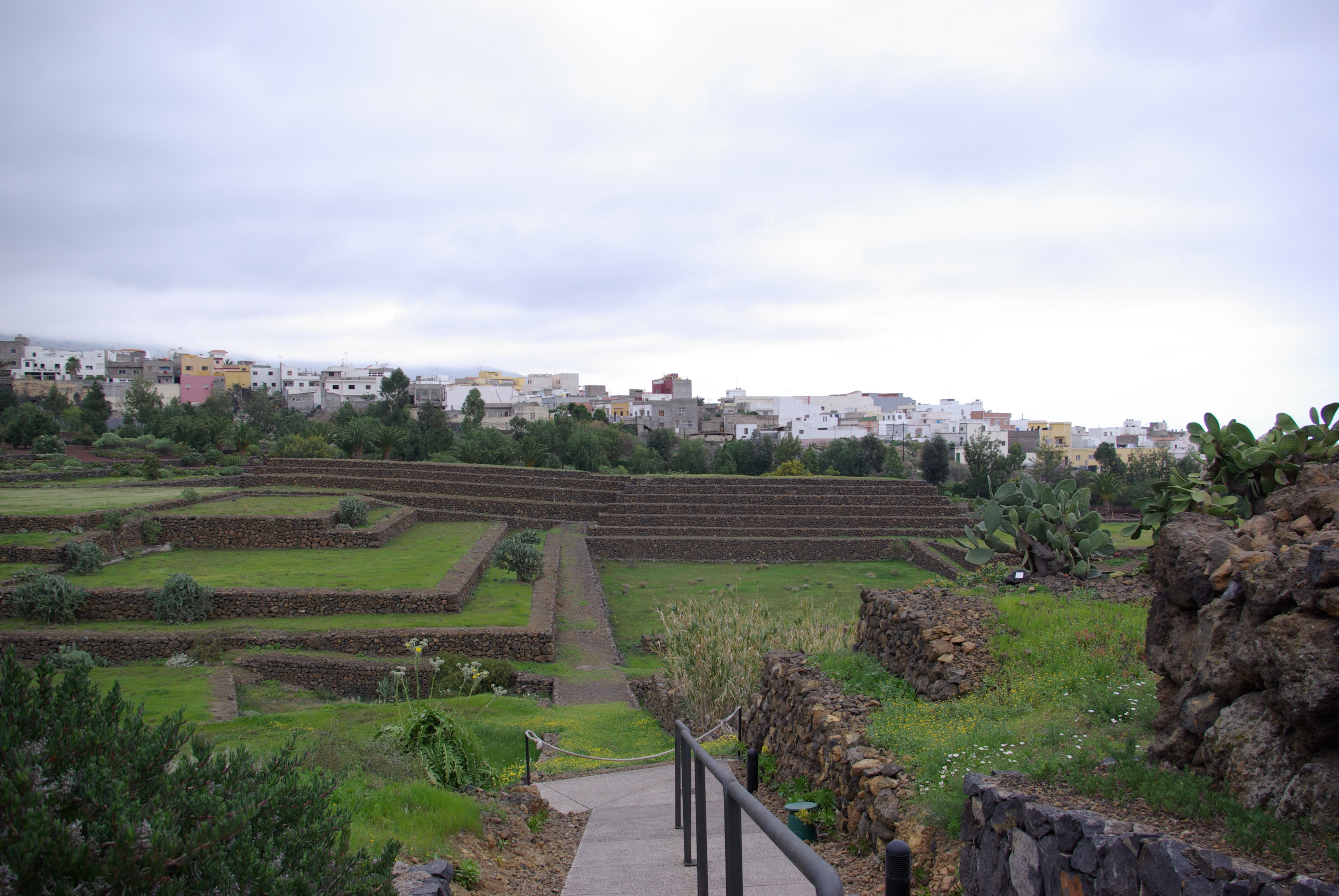
Vista des de l'entrada

Se sap per fotografies antigues i pels relats dels habitants de la regió que abans n'hi havia nou, però, com que les pedres d'algunes es van utilitzar per a construir cases, només en resten sis.

## Hipòtesi d'Heyerdahl
El 1991, Thor Heyerdahl, un conegut antropòleg noruec famós arran de les seves investigacions sobre la capacitat dels antics de fer grans viatges marins, va concloure després d'estudiar les piràmides que no es van construir casualment. Per exemple, les pedres situades als cantons de les piràmides mostren marques clares d'haver estat tractades, i el sòl va ser anivellat abans de la construcció dels majanos. A més, el material utilitzat és d'origen volcànic, que no es troba a les proximitats de Güímar.
Heyerdahl també va descobrir que les piràmides tenen una orientació astronòmica especial. El dia del solstici d'estiu, des de la plataforma de la piràmide més gran, el sol es pon darrere d'un alt cim de muntanya, el passa, apareix de nou i es pon darrere de la següent muntanya per segona vegada. Totes les piràmides tenen escales al costat oest, de manera que es pot seguir la sortida del sol el matí del solstici d'hivern.

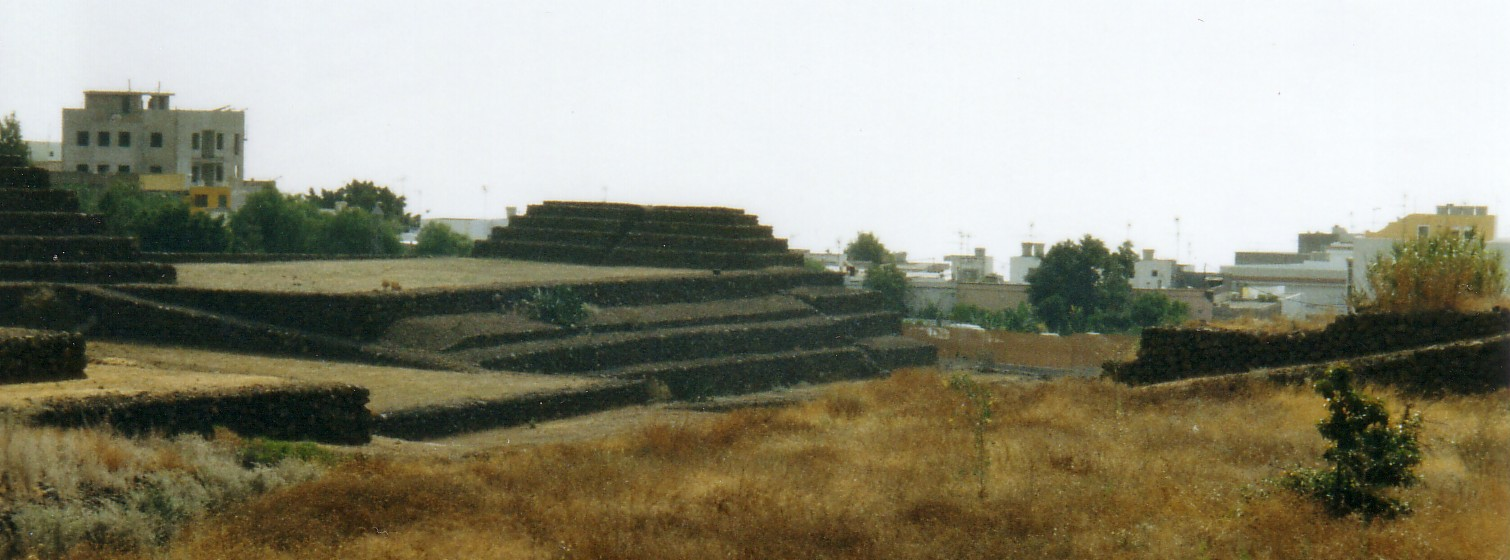
Piràmides de Güímar

A pesar de les seves investigacions, Heyerdahl no va poder descobrir l'edat de les piràmides ni contestar la pregunta de qui les va construir, però defensa que els guanxes van viure en una cova sota una de les piràmides. Fins a la conquesta espanyola, a la fi del segle xv, Güímar va ser la residència d'un dels deu menceyes o reis de Tenerife.
Heyerdahl va proposar la teoria que les Illes Canàries haurien servit de base per a un suposat moviment de vaixells entre Amèrica i el Mediterrani. La ruta més ràpida, de fet, passa per les Illes Canàries, i també fou triada per Cristòfor Colom.

## Posició dels arqueòlegs
La majoria dels arqueòlegs defensen que les piràmides les van construir agricultors que havien retirat les roques cap a les vores dels camps de cultiu, com es feia comunament en altres zones de les Illes Canàries. En el món rural, aquestes construccions s'anomenen paredasses. De la mateixa manera, molts habitants de la mateixa localitat de Güímar atribueixen aquesta funció a aquestes estructures.
D'altra banda, no s'han trobat proves que demostrin que aquestes piràmides hagin estat construïdes pels guanxes; de fet, hi ha hipòtesis que donen a aquestes construccions una antiguitat no superior als dos-cents anys.
Tampoc s'ha demostrat que en l'antiguitat haguessin tingut lloc viatges de pobles mediterranis a Amèrica com els que defensa Heyerdahl. De fet, aquestes teories són rebutjades pràcticament per tots els historiadors.
Molts d'aquests arqueòlegs denuncien que les piràmides de Güímar són un mer reclam turístic i que totes aquestes teories manquen de fonament històric.

## El parc etnològic
El 1998, l'àrea de 65.000 m² on hi ha les piràmides de Güímar es va obrir al públic com a parc etnològic. Heyerdahl va tenir el suport del navilier noruec Fred Olsen, que actualment viu a Tenerife. Un centre d'informació acull els visitants i els explica les expedicions d'Heyerdahl i les seves teories sobre les piràmides. Dos pavellons contenen mostres sobre Heyerdahl, models de les seves barques i una reproducció a escala natural de la barca "Ra II".